# Skansnäsåns naturreservat
Skansnäsåns naturreservat är ett naturreservat i Vilhelmina kommun i Västerbottens län.
Området är naturskyddat sedan 2024 och är 2 009 hektar stort. Reservatet ligger öster om Dikanäs och omfattar en sträcka av Skansnäsån med kringliggande myrkomplex med tall- och granskog.